# La Chapelle-Moulière
La Chapelle-Moulière är en kommun i departementet Vienne i regionen Nouvelle-Aquitaine i västra Frankrike. Kommunen ligger i kantonen Saint-Julien-l'Ars som tillhör arrondissementet Poitiers. År 2022 hade La Chapelle-Moulière 730 invånare.

## Befolkningsutveckling
Antalet invånare i kommunen La Chapelle-Moulière
| Referens: INSEE |